# Carlos Castaño
Carlos Castaño Panadero (Madrid, 7 maggio 1979) è un ex pistard e ciclista su strada spagnolo. Su pista vinse il bronzo nell'inseguimento a squadre ai Giochi olimpici di Atene nel 2004; professionista su strada dal 2005 al 2010, si aggiudicò una tappa alla Volta Ciclista a Catalunya 2006.

## Palmarès

### Olimpiadi
- 1 medaglia:
  - 1 bronzo (Atene 2004 nell'inseguimento a squadre)

### Mondiali
- 1 medaglia:
  - 1 bronzo (Melbourne 2004 nell'inseguimento a squadre)